# Oggetto amoroso non identificato
Oggetto amoroso non identificato (As She Climbed Across the Table), pubblicato negli Stati Uniti nel 1997, è il terzo romanzo dello scrittore statunitense Jonathan Lethem ed il primo ad essere pubblicato in Italia (da Tropea, nella traduzione di Gioia Guerzoni).